# Vasyl Durdynets

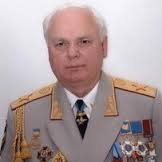
Vasyl Durdynéts

Vasyl Vasýlovich Durdynéts (Василь Васильович Дурдинець, 27 de septiembre de 1937) es un político y diplomático de Ucrania.
Fue primer ministro del país durante un breve período entre junio y julio de 1997. Antiguo funcionario del Ministerio de Justicia de la Unión Soviética, cuando Ucrania alcanzó la independencia se puso de parte de las nuevas autoridades y trabajó en el Ministerio del Interior. En 2007 era embajador de Ucrania en Hungría.

## Enlaces
- Portal oficial del Gobierno de Ucrania, Biografía de Vasyl Durdynéts (en inglés)

- Datos: Q964173
- Multimedia: Vasyl Durdynets / Q964173